# Pascal Giordani
Pour les articles homonymes, voir Giordani.
Pas d'image ? Cliquez ici

a Compétitions nationales et continentales officielles uniquement.

b Matchs officiels uniquement.
Pascal Giordani, né le 1er juin 1974 à Belfort, est un joueur international français de rugby à XV évoluant au poste de centre. 

## Biographie
Fils d'un joueur de football, Pascal Giordani abandonne la pratique de ce sport après son déménagement à Trignac à défaut de club où le pratiquer, et se dirige vers celle du rugby à XV, au sein du RC Trignac.
En 1992, il quitte la région de Saint-Nazaire pour rejoindre celle des Landes et le club de l'US Dax. Dès sa première année, il est sacré champion de France en catégorie Reichel, aux côtés de Richard Dourthe, Raphaël Ibañez, David Laperne et Olivier Magne, marquant un essai en finale contre le FC Grenoble,.
Il est ensuite appelé en équipe de France junior lors de la saison 1992-1993, puis en catégorie des moins de 21 ans la saison suivante. Il intègre par ailleurs l'équipe première de l'US Dax à partir de la saison 1993-1994.
Lors de la saison 1995-1996, il participe au Tournoi de France de rugby à sept avec la sélection des Barbarians français. En club, il atteint la demi-finale du championnat,.
Le 11 novembre 1998, il joue avec les Barbarians français, cette fois à XV, contre l'Argentine à Bourgoin-Jallieu. Les Baa-Baas s'imposent 38 à 30.
Il obtient sa première cape internationale le 20 mars 1999 à Twickenham, dans le cadre du Tournoi des Cinq Nations contre l'Angleterre (défaite 21-10) ; il joue un second et dernier match international quelques jours plus tard, au Stade de France contre l'Écosse (défaite 22-36), le 10 avril.
Giordani quitte l'US Dax à l'intersaison 2001 à la suite d'un désaccord avec un entraîneur, et rejoint l'USA Perpignan.
Le 24 mai 2003, il est titulaire, associé à Christophe Manas au centre, en finale de la Coupe d'Europe au Lansdowne Road de Dublin face au Stade toulousain. Les Catalans ne parviennent pas à s'imposer, s'inclinant 22 à 17 face aux Toulousains qui remportent le titre de champions d'Europe.
Après trois saisons en Catalogne dont une dernière marquée par des blessures, il choisit de relancer sa carrière au CA Brive, où il jouera deux saisons avant de prendre sa retraite de joueur.
Après sa carrière sportive, il intègre plus tard l'organigramme dirigeant de l'US Dax, l'un de ses anciens clubs.

## Palmarès
Avec l'US Dax
- Coupe Frantz-Reichel :
  - Champion (1) : 1993

Avec l'USA Perpignan
- Coupe d'Europe :
  - Finaliste (1) : 2003